# Молодійська сільська рада
Молодійська сільська́ ра́да — адміністративно-територіальна одиниця та орган місцевого самоврядування у Глибоцькому районі Чернівецької області. Адміністративний центр — село Молодія.

## Загальні відомості
- Населення ради: 3 822 особи (станом на 2001 рік)

## Населені пункти
Сільській раді підпорядковані населені пункти:
- с. Молодія

## Склад ради
Рада складається з 20 депутатів та голови.
- Голова ради: Онуфрійчук Дмитро Васильович
- Секретар ради: Продан Лариса Тодорівна

### Керівний склад попередніх скликань
| Прізвище, ім'я, по батькові  | Основні відомості                                                               | Дата обрання | Дата звільнення |
| ---------------------------- | ------------------------------------------------------------------------------- | ------------ | --------------- |
| Гросу Петро Георгійович      | Сільський голова, 1948 року народження, член Соціалістичної партії України      | 26.03.2006   | 30.10.2009      |
| Іфтодій Степан Іванович      | Сільський голова, 1954 року народження, освіта середня спеціальна, безпартійний | 20.06.2010   | 31.10.2010      |
| Іфтодій Степан Іванович      | Сільський голова, 1954 року народження, освіта середня спеціальна, безпартійний | 31.10.2010   |                 |
| Онуфрійчук Дмитро Васильович | Сільський голова                                                                | 26.10.2015   |                 |

Примітка: таблиця складена за даними сайту Верховної Ради України

### Депутати
За результатами місцевих виборів 2010 року депутатами ради стали:

#### За суб'єктами висування
| Суб'єкт висування | Кількість обраних депутатів | %   |
| ----------------- | --------------------------- | --- |
| Самовисування     | 20                          | 100 |

#### За округами
| № округу | Прізвище, ім'я, по батькові | Дата визнання обраним | Освіта             | Партійна приналежність                        | Відомості про обраного депутата                                                |
| -------- | --------------------------- | --------------------- | ------------------ | --------------------------------------------- | ------------------------------------------------------------------------------ |
| 1        | Ропчан Олена Василівна      | 05.11.2010            | вища               | позапартійна                                  | Молодійська амбулаторія загальної практики — сімейної медицини, лікар-терапевт |
| 2        | Ропчан Іван Георгійович     | 05.11.2010            | середня спеціальна | позапартійний                                 | приватний підприємець                                                          |
| 3        | Ропчан Василь Георгійович   | 05.11.2010            | середня            | позапартійний                                 | Чернівцігаз, водій                                                             |
| 4        | Гудима Віталій Георгійович  | 05.11.2010            | середня            | позапартійний                                 | приватний підприємець                                                          |
| 5        | Равлюк Михайло Петрович     | 05.11.2010            | середня            | позапартійний                                 | тимчасово не працює                                                            |
| 6        | Попович Лідія Густавівна    | 05.11.2010            | вища               | позапартійна                                  | Молодійська загальноосвітня школа І-ІІІ ст., вчитель                           |
| 7        | Іфтодій Михайло Васильович  | 05.11.2010            | середня спеціальна | позапартійний                                 | тимчасово не працює                                                            |
| 8        | Мороз Іван Лазарович        | 05.11.2010            | середня            | позапартійний                                 | тимчасово не працює                                                            |
| 9        | Продан Лариса Тодорівна     | 05.11.2010            | вища               | позапартійна                                  | Молодійська сільська рада, секретар                                            |
| 10       | Чербул Альона Вікторівна    | 05.11.2010            | вища               | член Всеукраїнського об'єднання «Батьківщина» | СП «Провідна», страховий агент                                                 |
| 11       | Петкович Алла Петрівна      | 05.11.2010            | вища               | член Всеукраїнського об'єднання «Батьківщина» | приватний підприємець                                                          |
| 12       | Дущак Олексій Дмитрович     | 05.11.2010            | вища               | позапартійний                                 | лікарня № 1 м. Чернівці, хірург                                                |
| 13       | Мандрик Василь Вікторович   | 05.11.2010            | середня            | позапартійний                                 | Молодійська загальноосвітня школа, працівник                                   |
| 14       | Тіхон Василь Іванович       | 05.11.2010            | середня            | позапартійний                                 | приватний підприємець                                                          |
| 15       | Мандрик Георгій Вікторович  | 05.11.2010            | середня спеціальна | позапартійний                                 | приватний підприємець                                                          |
| 16       | Косик Дмитро Васильович     | 05.11.2010            | середня спеціальна | позапартійний                                 | Глибоцька кіномережа, кіномеханік                                              |
| 17       | Середяк Василь Георгійович  | 05.11.2010            | середня            | позапартійний                                 | пенсіонер                                                                      |
| 18       | Олійник Леонід Миколайович  | 05.11.2010            | вища               | позапартійний                                 | пенсіонер                                                                      |
| 19       | Придій Віктор Григорович    | 05.11.2010            | середня спеціальна | позапартійний                                 | тимчасово не працює                                                            |
| 20       | Кулюк Іван Петрович         | 05.11.2010            | вища               | позапартійний                                 | приватний підприємець                                                          |